# Depside

Strukturformel eines Didepsids

Digallussäure – ein Naturstoff

Depside (zu griech. dépsein „erweichen“, „kneten“) sind Kondensationsprodukte aromatischer Hydroxycarbonsäuren, bei denen die Carboxygruppe der einen Säure mit einer phenolischen Hydroxygruppe der anderen verestert ist (Didepside); es können auch drei (Tridepside) oder mehr Hydroxycarbonsäure-Moleküle daran beteiligt sein.

## Vorkommen

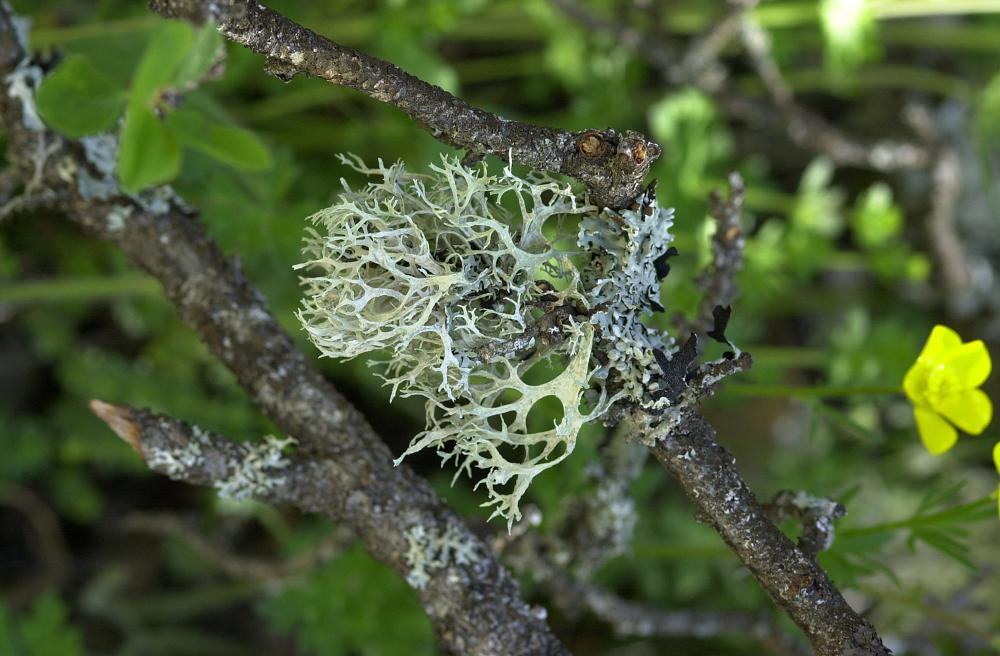
Eichenmoos (Evernia prunastri)

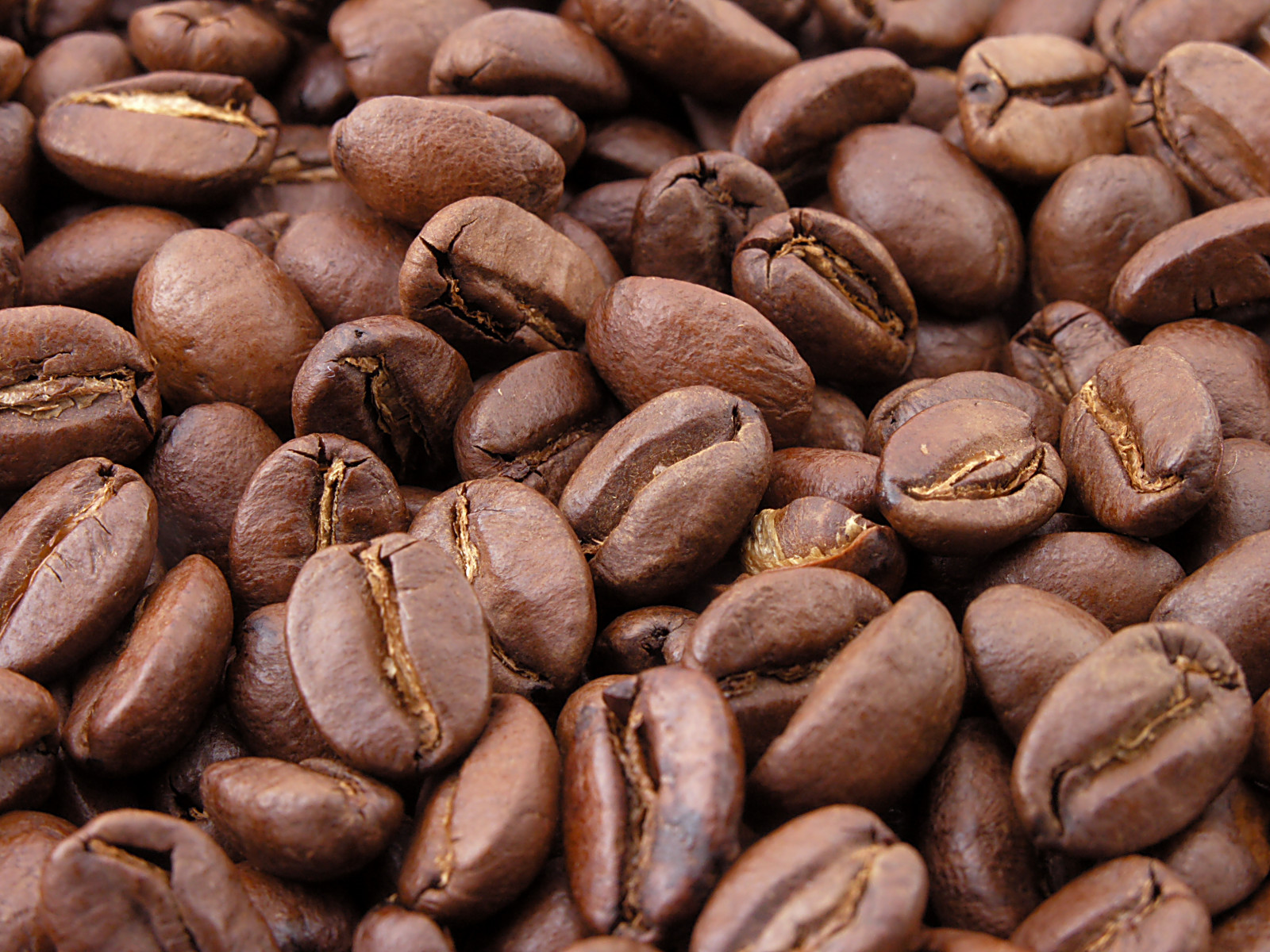
Hell geröstete Kaffeebohnen

Depside kommen in Flechten (z. B. in Lecanoromycetes wie Eichenmoos oder Lecanora conizaeoides), als pflanzliche Gerbstoffe (z. B. im Bohnenkraut; Digallussäure), im Rosmarin (Rosmarinsäure, in Pflanzen weit verbreitet) oder im Kaffee (Chlorogensäure, auch in einer Reihe von Pflanzen) vor.

## Biologische Wirkung
Depside wirken molluskizid gegenüber Süßwasserschnecken und in Konzentrationen von 10−3 mol·l−1 wachstumshemmend gegenüber Pflanzen.